# HD179646
HD179646 — хімічно пекулярна зоря спектрального класу A2, що має видиму зоряну величину в смузі V приблизно 10,3.
Вона  розташована на відстані близько 836,3 світлових років від Сонця.